# Шантал де Брейн
Шантал де Брейн (нід. Chantal de Bruijn, 13 лютого 1976) — нідерландська хокеїстка на траві.
Срібна призерка Олімпійських Ігор 2004 року.
Чемпіонка світу 2006 року, срібна призерка 2002 року.
Переможниця Трофею чемпіонів 2004, 2005 років, срібна призерка 2001 року, бронзова призерка 2002, 2003, 2006 років.